# Дорногови
Дорногови (монг. Дорноговь аймаг — „Источни Гоби“) је једна од 21 провинције у Монголији. Налази се на у југоисточном делу земље у пустињским пределима.

## Географија
Површина провинције је 109.472 km², на којој живи 62.500 становника. Главни град је Сајншанд. Дорногови је претежно пустињски предео где доминира Гоби док на крајњем северу има мањим побрђа. Регија је изузетно сува, па стални токови одсуствују, а заступљено је неколико повремених сланих језера. Клима је оштра континентална, изразито пустињска, зими су температуре у распону од —30 °C до —35 °C, а лети до +35 °C. Провинција Дорногови је основана 1931. године и састоји се од 14 округа.